# Schlosskirche Putbus

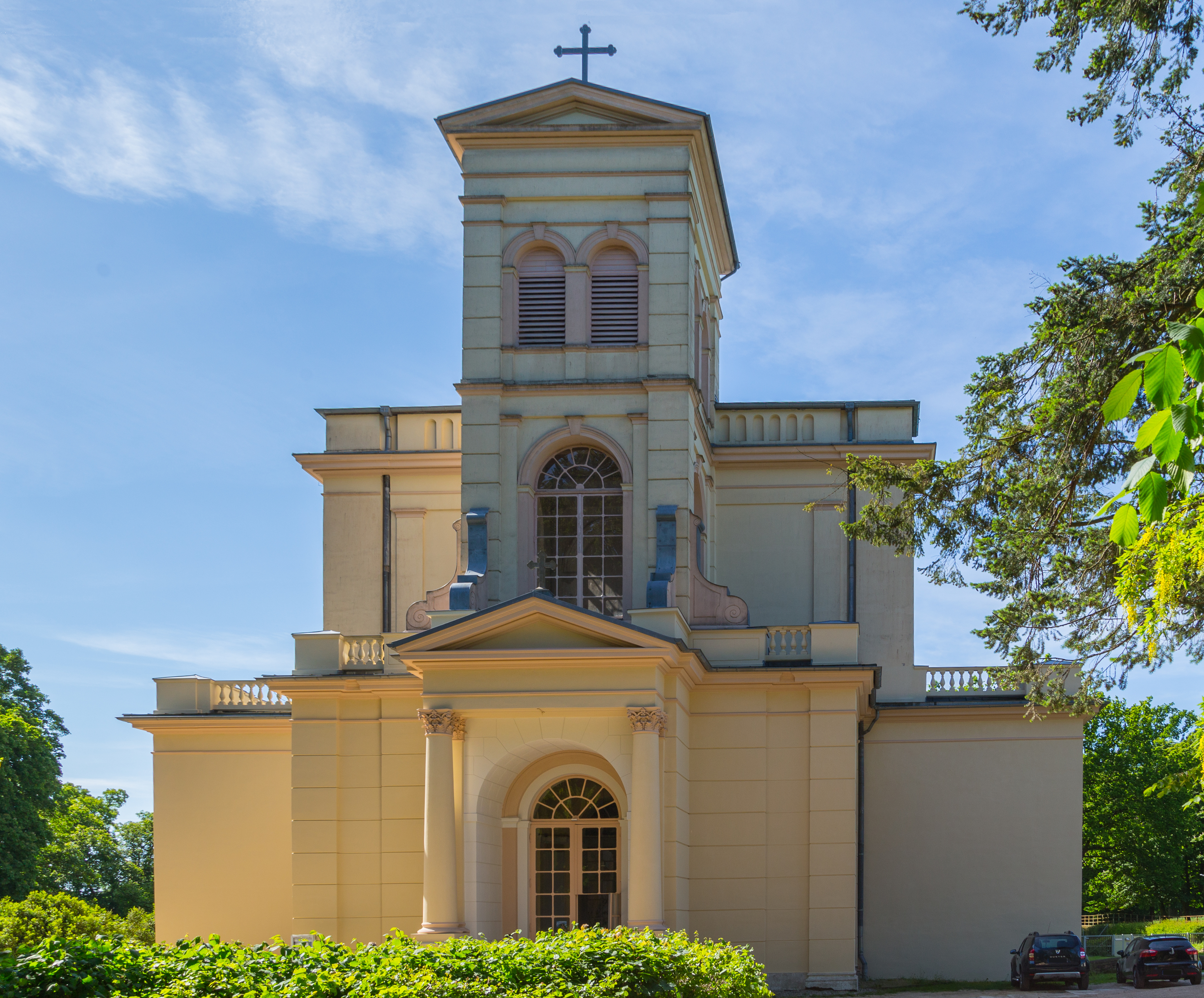
Die Christus-Kirche (Schlosskirche) in Putbus

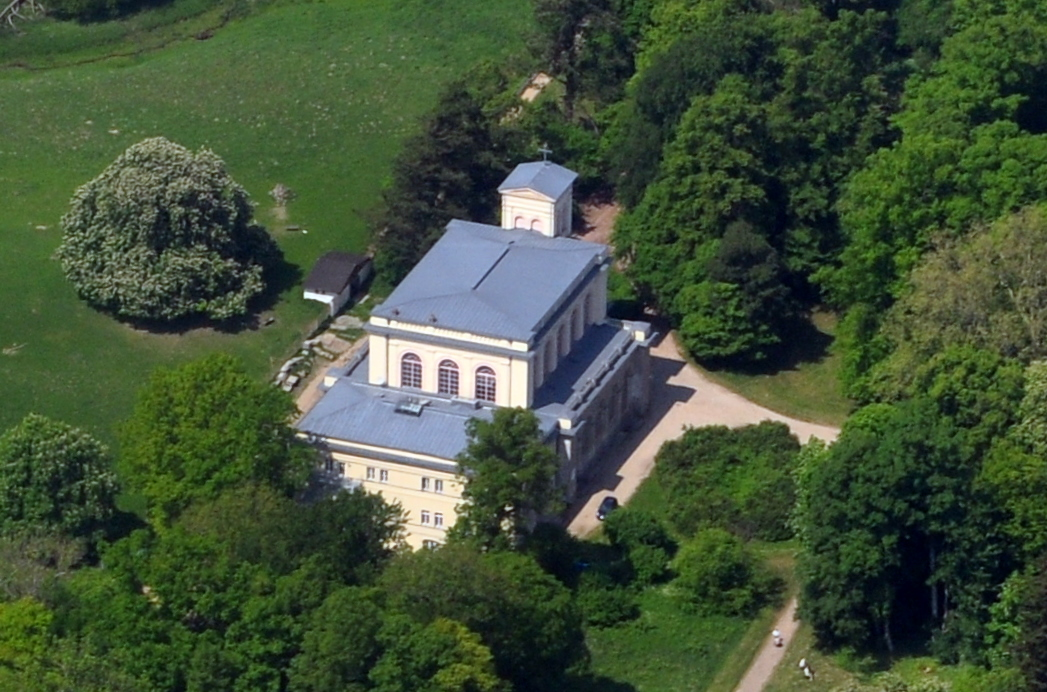
Die Schlosskirche aus der Luft (2011)

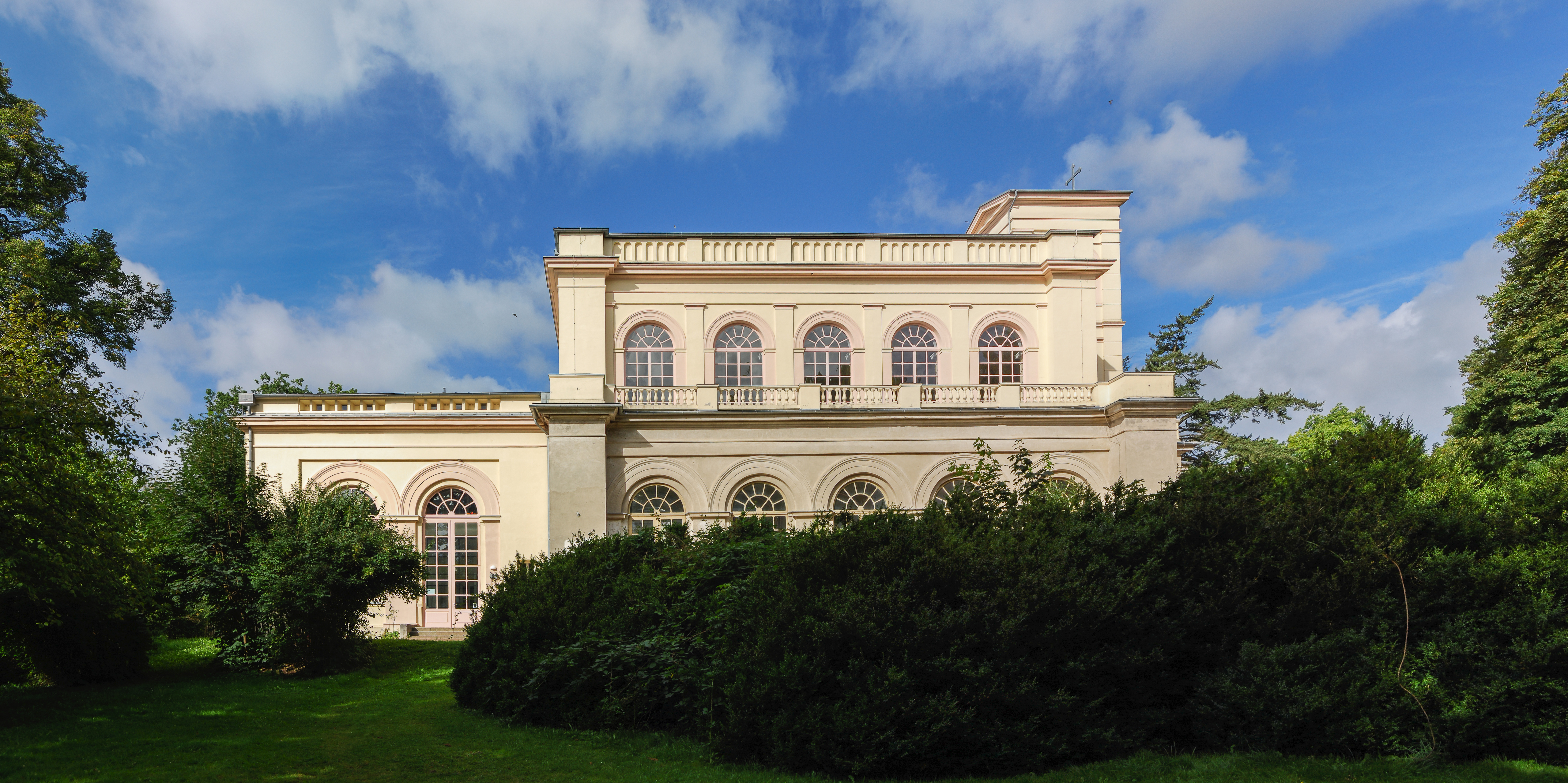
Ansicht von Osten aus

Die Christus-Kirche Putbus ist eine aus dem 19. Jahrhundert stammende Schlosskirche in Putbus auf der Insel Rügen.

## Geschichte
Bis 1840 gehörte Putbus zur Kirchengemeinde Vilmnitz. Erst 1840 wurde Putbus eine selbständige Kirchgemeinde, die aber über keine eigene Kirche verfügte. Öffentliche Gottesdienste fanden in der Kapelle von Schloss Putbus statt, die allerdings bei einem Brand zusammen mit weiten Teilen des Schlosses am 23. Dezember 1865 vernichtet wurde. Fürst Wilhelm Malte II. zu Putbus plante daraufhin den Umbau des Residenztheaters zu einer Kirche. Dies scheiterte jedoch am Widerstand der Einwohnerschaft, da das Theater in den Sommermonaten zahlreiche Gäste nach Putbus lockte. Stattdessen baute man 1891/92 den im Schlosspark befindlichen Kursaal zur Kirche um.
Dieser entstand 1844–1846 nach Bauplänen von Friedrich August Stüler und Johann Gottfried Steinmeyer und ersetzte einen baufälligen 1817/18 errichteten Vorgängerbau. Nach der Eröffnung des Seebadebetriebes wurde er als Speise-, Spiel- und Tanzsalon genutzt. Als der Badebetrieb Ende des 19. Jahrhunderts wegen der Konkurrenz der erstarkenden Seebäder Sellin, Binz und Göhren an Bedeutung verlor, wurde der Kursaal auch auf Drängen der Putbuser Einwohnerschaft in eine Kirche umgebaut. Dabei entfernte man die Obergeschosse über den Nebenräumen des Tanzsaales und wandelte die offenen Arkaden zum Tanzsaal in Fenster um. Der nördliche Flügel wurde weitgehend abgebrochen, zur Eingangshalle umgebaut und mit zwei Turmgeschossen versehen. Der Turm wurde im Stil eines Campanile errichtet. Im südlichen Anbau entstanden Wohnungen und eine Sakristei („Michaelskapelle“). Am Reformationstag 1892 erfolgte die Weihe der neuen Kirche.
Sturmschäden und Schäden infolge mangelnder Instandhaltung führten 1993 zu einer baupolizeilichen Sperrung und zur Initiierung umfassender Sanierungsarbeiten. Die Michaliskapelle kann seit 1995 als Winterkirche und Gemeindesaal  genutzt werden.
Ende 2007 war vom ursprünglichen Sanierungsaufwand in Höhe von 3,1 Mill. € noch eine Restsumme von 170.000 € offen.

## Äußeres
Die dreischiffige Kirche ist an der rückwärtigen Seite unterkellert. Am nördlichen Anbau befindet sich ein Kirchturm. Die umlaufenden Fenster im Obergaden sind rundbogig ausgeführt.
Seit dem Anfang der 1960er Jahre erfolgten Abriss von Schloss Putbus ist die Schlosskirche das größte und neben der Orangerie auch das wichtigste Gebäude im Schlosspark. Mit ihren spätklassizistischen Formen und dem basilikalen Querschnitt unterscheidet sich die Kirche baulich deutlich von den anderen auf Rügen vorhandenen Kirchenbauten, die zumeist als Backsteinkirchen errichtet wurden. Auch im Vergleich mit den anderen Bauten der Stadt stellt die Kirche baustilistisch ein Unikat dar.

## Ausstattung
Die Kirche verfügt insgesamt über eine vergleichsweise schlichte Ausstattung, die u. a. zwei beim Schlossbrand 1865 gerettete Leuchter umfasst. Über dem Altar befindet sich ein aus geschliffenen Granitsäulen errichtetes Tympanon. Das von Daniele Crespi stammende Altarbild, welches Jesus bei der Kreuzabnahme zeigt, konnte 1865 ebenso aus dem Schloss geborgen werden, wie die Altarleuchten aus dem 18. Jahrhundert und die beiden Holzplastiken Johannes der Täufer und St. Rochus aus dem 15. Jahrhundert. Erstere trägt die Taufschale aus dem 17. Jahrhundert, letztere die Osterkerze. Die Kanzel schuf ein einheimischer Kunsttischler nach dem Vorbild der Kanzel der Franziskanerkirche Santa Croce in Florenz.

### Orgel

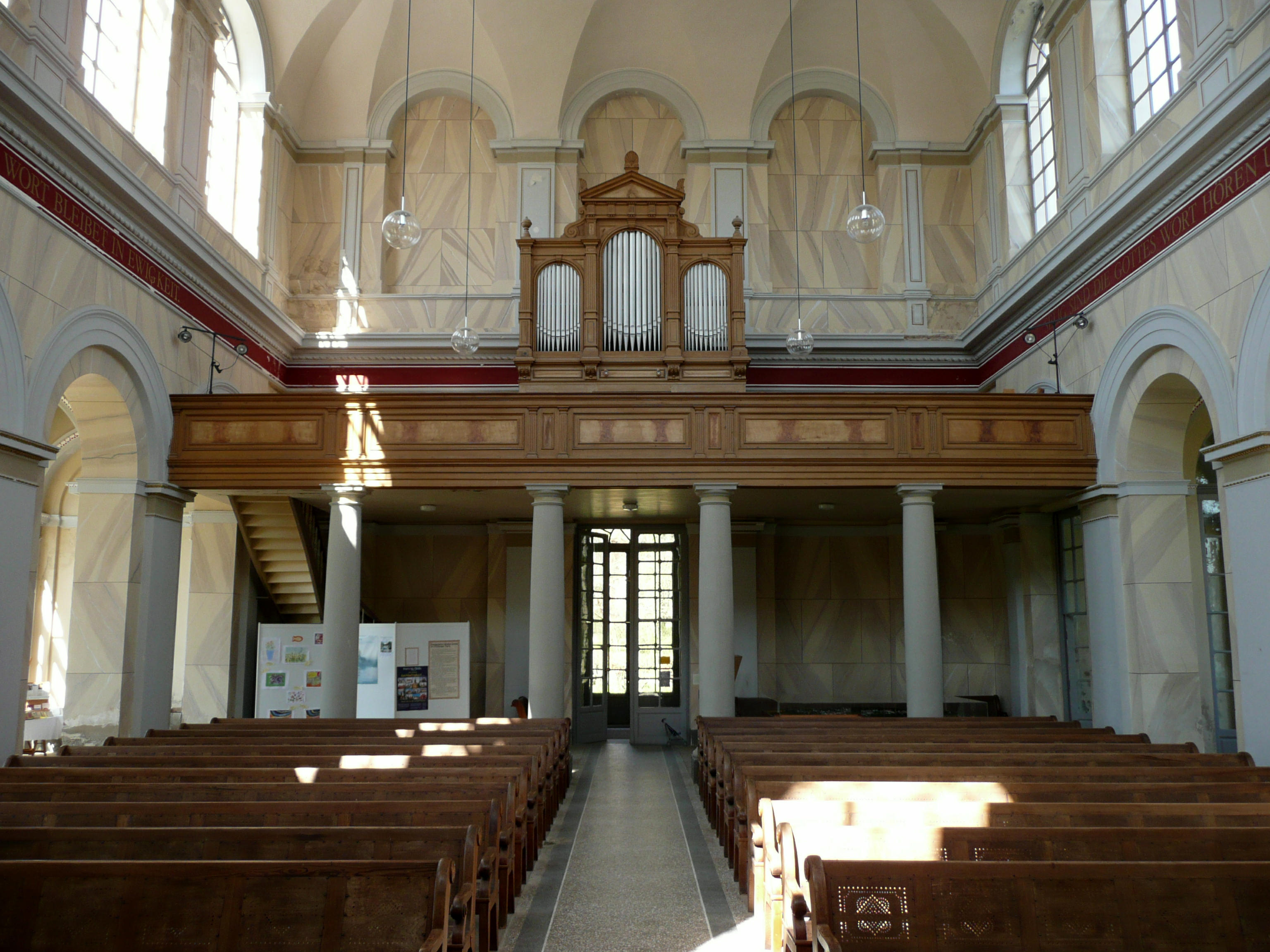
Orgel

Die Orgel wurde 1892 von Barnim Grüneberg (Stettin) gefertigt. Das ursprünglich grundtönig disponierte Instrument wurde mehrfach klanglich umgestaltet, zuletzt 1970, als u. a. sechs 8’-Register durch Rudolf Böhm (Gotha) ersetzt wurden. 1995 wurde die Orgel durch den Orgelbauer Rainer Wolter generalüberholt.
Sie hat 13 Register auf zwei Manualen und Pedal auf mechanischen Kegelladen. Die Veränderungen von 1970 werden in Klammern genannt.
| I. Manual C– |           |     |                     |
| 1.           | Bordun    | 16′ |                     |
| 2.           | Prinzipal | 8′  |                     |
| 3.           | Quintade  | 8′  | (Flauto 8′)         |
| 4.           | Oktave    | 4′  |                     |
| 5.           | Waldflöte | 2′  | (Viola di Gamba 8′) |
| 6.           | Mixtur IV |     | (Mixtur III)        |

| II. Manual C– |             |       |                      |
| 7.            | Gedackt     | 8′    |                      |
| 8.            | Blockflöte  | 4′    | (Flauto dolce 4′)    |
| 9.            | Superoktave | 2′    | (Geigenprinzipal 8′) |
| 10.           | Quinte      | 1 ⁄3′ | (Salicional 8′)      |
| 11.           | Scharf III  |       | (Aeoline 8′)         |

| Pedal C– |            |               |
| 12.      | Subbaß 16′ |               |
| 13.      | Pommer 8′  | (Oktavbaß 8′) |

- Koppeln: Manualkoppel, I/P

### Glocken
Die drei Stahlglocken wurden 1893 in Bochum gegossen.

## Gemeinde
Die evangelische Kirchengemeinde Putbus gehört seit 2012 zur Propstei Stralsund im Pommerschen Evangelischen Kirchenkreis der Evangelisch-Lutherischen Kirche in Norddeutschland. Vorher gehörte sie zum Kirchenkreis Stralsund der Pommerschen Evangelischen Kirche.

## Galerie

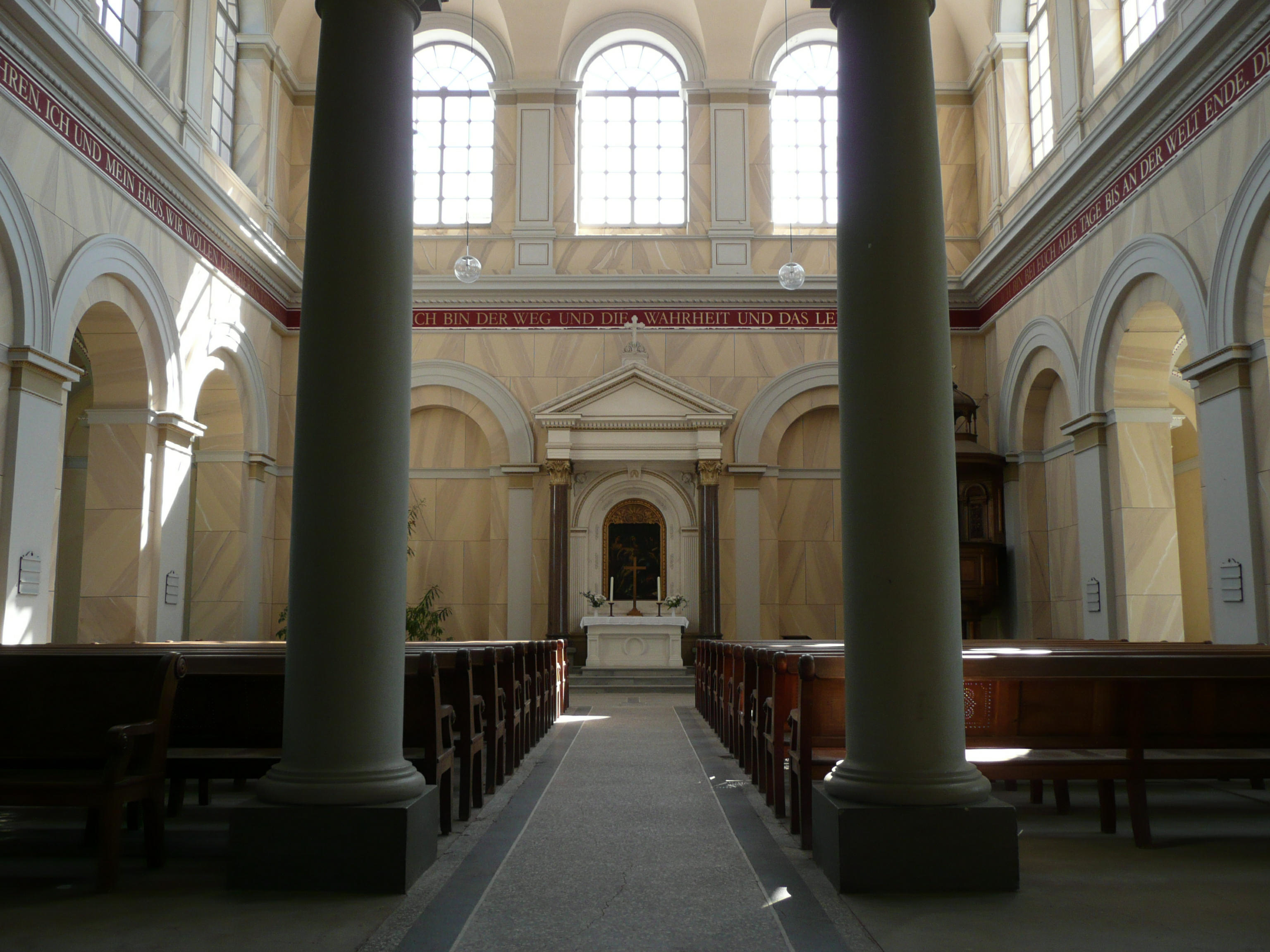
Blick zum Altar
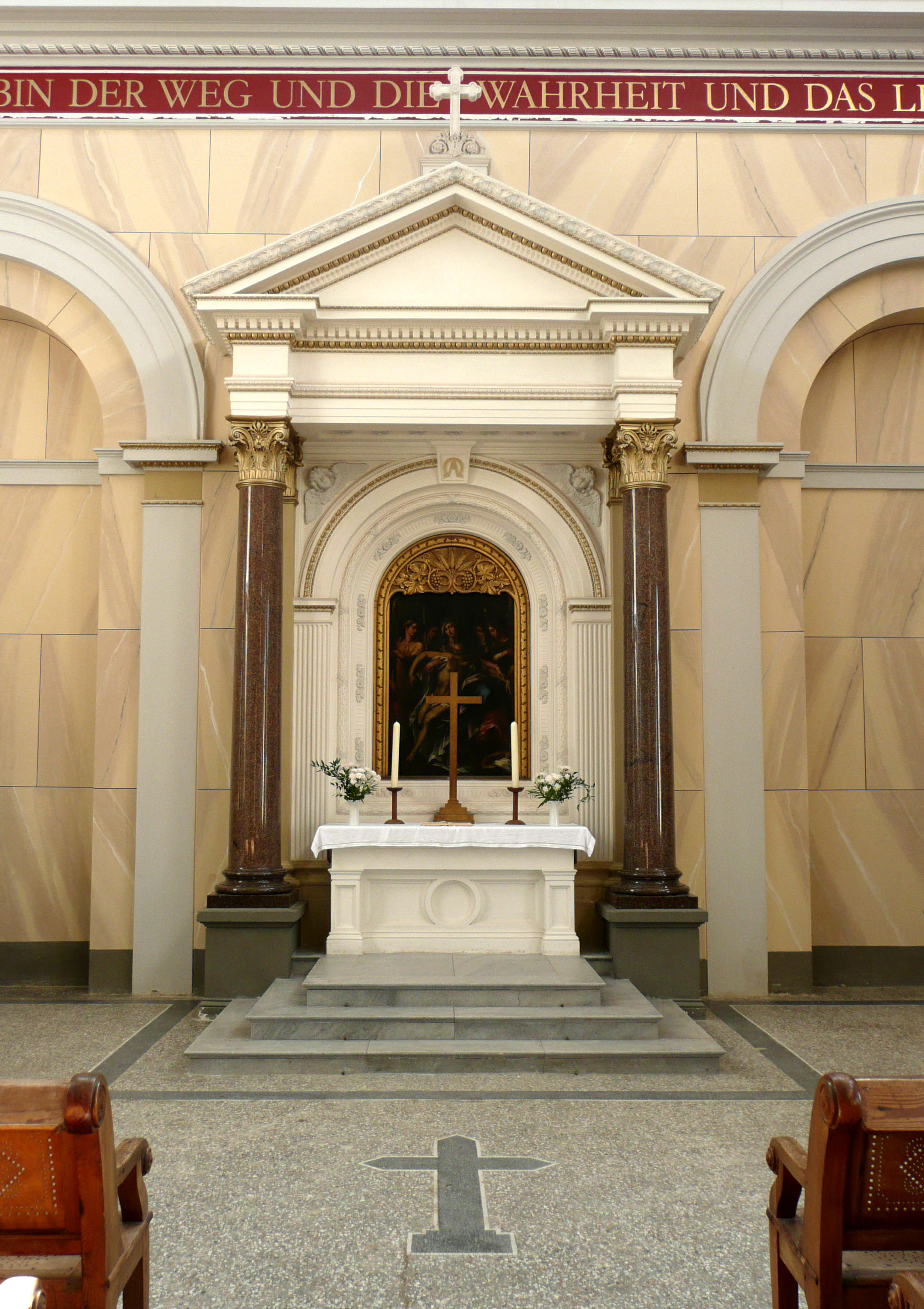
Altar
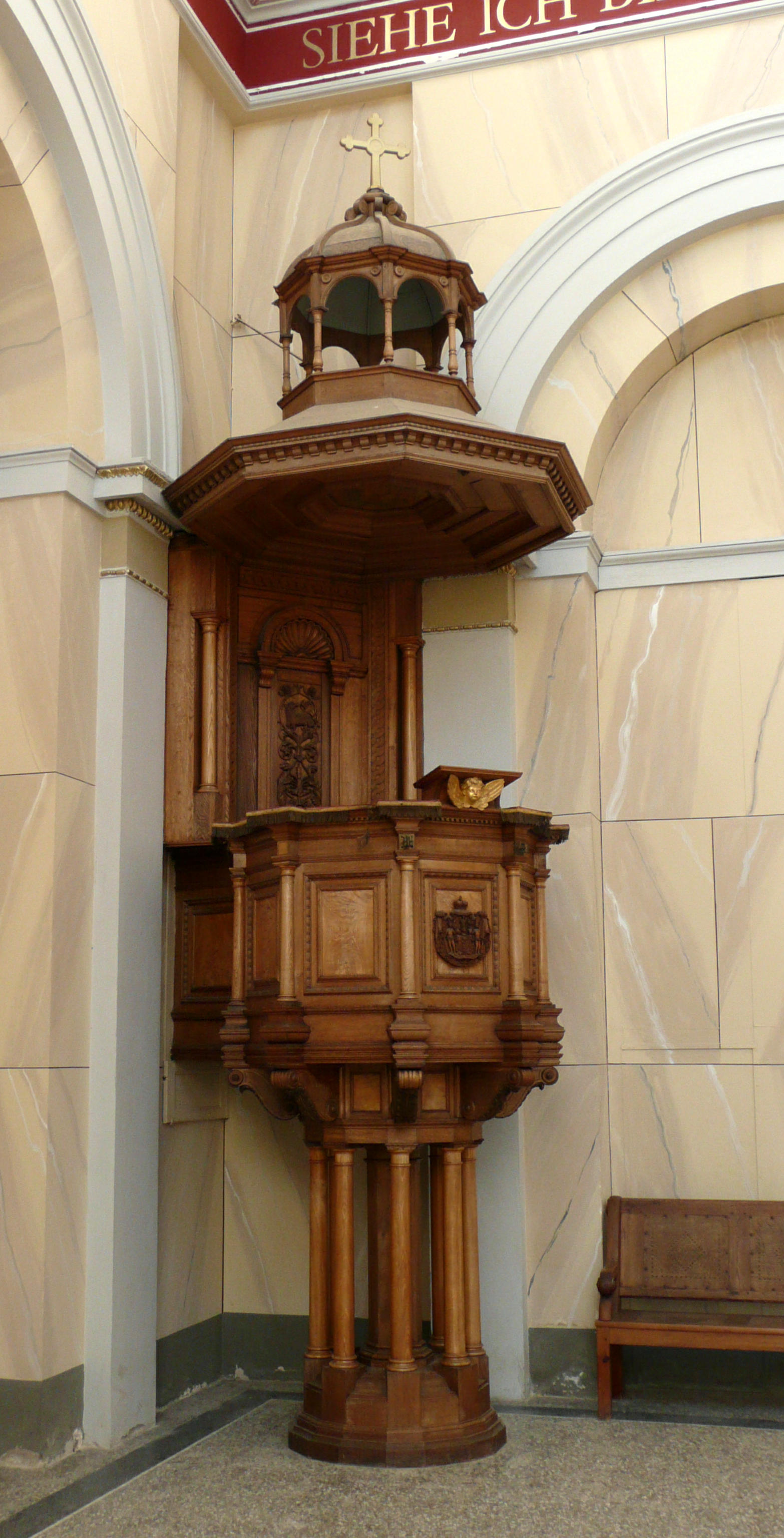
Kanzel